# Brachymystax
Brachymystax es un género de peces teleósteos marinos y de agua dulce de la familia de los salmónidos, distribuidos por ríos del norte de Asia y Rusia.
Con una anatomía parecida a la de otros salmónidos, la longitud máxima descrita fue de 70 cm.

## Hábitat y biología
Son peces anádromos; cuando viven en el mar son bentopelágicos (aquellos peces que nadan por encima del fondo), y remontan los ríos hasta su parte alta para reproducirse. Cuando en invierno se congela la parte superior de ríos y lagos, viven bien bajo el hielo. Son depredadores de todo animal pequeño que se encuentren.

## Especies
Existen tres especies válidas en este género:
- Brachymystax lenok (Pallas, 1773)
- Brachymystax savinovi (Mitrofanov, 1959)
- Brachymystax tumensis (Mori, 1930)